# 馬塞洛·切爾希尼
馬塞洛·切爾希尼（葡萄牙語：Marcelo Chierighini；1991年1月15日—）是一位巴西游泳運動員。他代表巴西參加了2012年倫敦奧運會、2016年里約奧運會和2020年東京奧運會。